# A-6200
La carretera A-6200 es una carretera que une la autovía  A-4  con el límite de provincia de Ciudad Real. Mide 33,37 km y atraviesa solo el municipio de Aldeaquemada, aunque los términos municipales de Santa Elena, Aldeaquemada y Santisteban del Puerto. Los 22 primeros km atraviesa el P. N. de Despeñaperros y en el km 23 atraviesa Aldeaquemada. Tras atravesar el municipio recientemente mencionado, se va introduciendo en la provincia de Ciudad Real. Y tras cruzar el límite de provincia y comunidad autónoma, continúa como  CR-610 .